# Боке (родовище)
Боке (Boké) — одне з надвеликих родовищ бокситів. Знаходиться у Гвінеї.

## Характеристика
Локалізоване у в трикутнику Боке (місто)-Кіндіа-Туге.
Загальні запаси родовища — 3000 млн т, підтверджені — 1800 млн т.